# Bianca Kappler

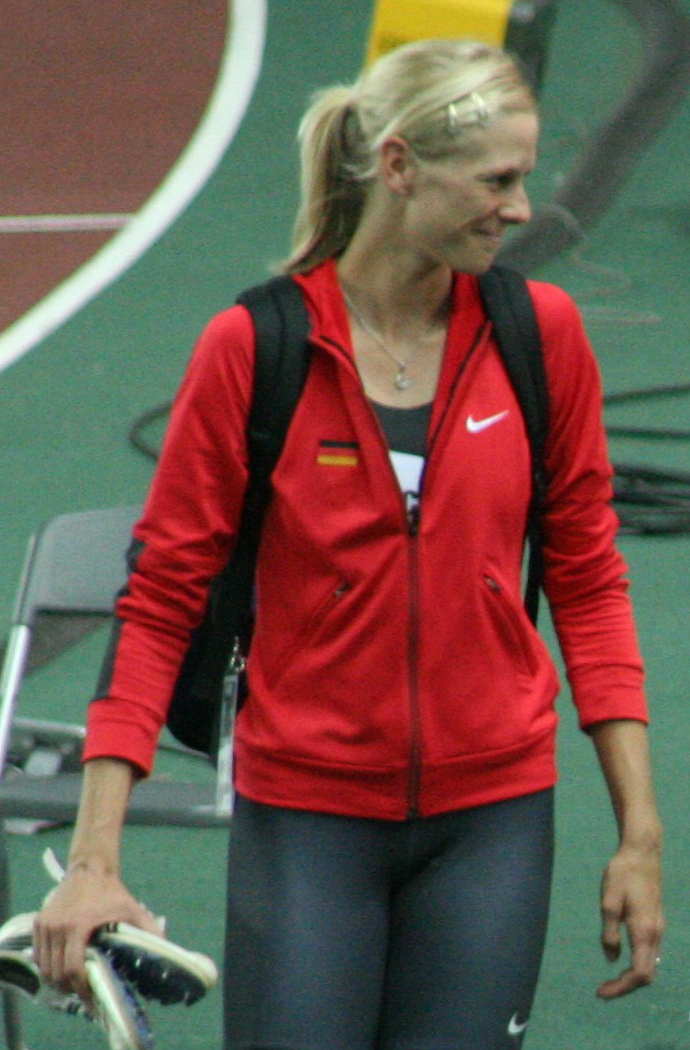
Bianca Kappler nach ihrem fünften Platz bei den Leichtathletik-Weltmeisterschaften 2007

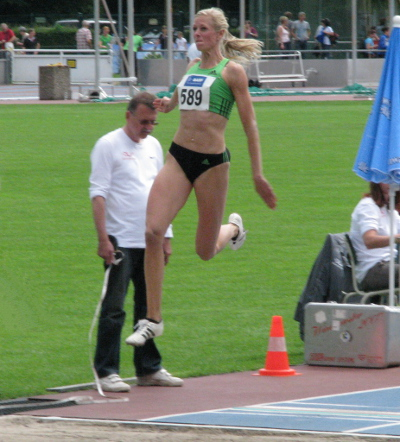
Kappler beim DLV-WM-Testwettkampf 2011 in Mannheim

Bianca Kappler (* 8. August 1977 in Hamburg) ist eine ehemalige deutsche Weitspringerin.

## Leben
Sie stieß relativ spät in die deutsche Spitze vor und machte das erste Mal 2002 auf sich aufmerksam, als sie beim Europacup Platz drei belegte. Bei den Europameisterschaften in München im gleichen Jahr scheiterte sie noch in der Qualifikation. 2003 wurde sie professionelle Sportlerin, startet seitdem für den LC Rehlingen und trainiert am Olympiastützpunkt Saarbrücken. Im selben Jahr folgten die ersten Deutschen Meistertitel in der Halle und im Freien, bei den Weltmeisterschaften in Paris/Saint-Denis war aber wieder die Qualifikation Endstation. Bei den Olympischen Spielen 2004 in Athen reichte es dann für das Finale und zum neunten Platz. Weil die ursprünglich Fünfte Marion Jones nachträglich wegen Dopings disqualifiziert wurde, belegte sie dann den achten Rang.
Bei den Leichtathletik-Halleneuropameisterschaften 2005 in Madrid hatte sie vor der letzten Runde 6,53 m erzielt. Ihr letzter Sprung der Konkurrenz wurde mit 6,96 m gemessen. Unmittelbar nach dem Sprung sagte Kappler den Kampfrichtern, sie könne gar nicht so weit springen. Die Jury kam nach sechzehnstündiger Beratung und Analyse der Videobilder ebenfalls zu dem Schluss, dass der Sprung nicht so weit war wie von der Weitenmessung angegeben; der Sprung wurde deshalb annulliert. Da der Sprung jedoch sehr wahrscheinlich für eine Medaille gereicht hätte, erhielt sie ebenso wie die Rumänin Adina Anton, die 6,59 m erreicht hatte, die Bronzemedaille. 
Für ihr Verhalten wurde Bianca Kappler anlässlich der deutschen Leichtathletik-Meisterschaften 2005 die Fair-Play-Trophäe des Internationalen Olympischen Komitees überreicht.
Bei den Weltmeisterschaften 2005 schied sie in der Qualifikation mit Rückenschmerzen und dementsprechend schwachen 6,35 m aus. Nach ihrer Babypause 2006 wurde sie 2007 wieder Deutsche Hallenmeisterin und feierte auch ein erfolgreiches internationales Comeback bei den Halleneuropameisterschaften 2007 in Birmingham, wo sie mit 6,63 m den vierten Platz belegte und Bronze nur um einen Zentimeter verpasste. Ihre Freiluftsaison 2007 war ihre bisher stärkste, herausragend die persönliche Bestleistung von 6,90 m, erzielt in Bad Langensalza. Bei den Weltmeisterschaften 2007 in Osaka wurde sie mit einer Weite von 6,81 m Fünfte.
Ein Achillessehnenriss verhinderte eine Teilnahme an den Olympischen Spielen 2008 in Peking, für die sie bereits nominiert worden war. Bei den Weltmeisterschaften 2009 schied sie in der Qualifikation aus.
Bianca Kappler hat bei einer Größe von 1,80 m ein Wettkampfgewicht von 61 kg.

### Erfolge
- Bronze Halleneuropameisterschaften 2005
- Platz 5 Weltmeisterschaften 2007
- Deutsche Meisterin 2003, 2005, 2007, 2010
- Deutsche Hallenmeisterin 2003, 2007

## Außerhalb des Sports
Sie studierte Französisch und Germanistik auf Lehramt an der Universität Hamburg und bestand 2003 ihr Examen. 2006 wurde sie Mutter einer Tochter. 2011 übernahm Kappler die Stabsstelle „Protokoll und Auswärtige Angelegenheiten“ in der Staatskanzlei des Saarlandes an. Dies brachte der CDU-geführten Staatskanzlei seitens der Opposition den Vorwurf der Ämterpatronage ein, da die neue Protokollchefin als Quereinsteigerin über keinerlei Verwaltungserfahrung verfüge. Kappler hatte im Wahlkampf zur Landtagswahl 2009 für die CDU geworben.
2013 bestritt sie keine Wettkämpfe, da sie eine Babypause einlegte.